# 市原ゴルフガーデン鉄柱倒壊事故
市原ゴルフガーデン鉄柱倒壊事故（いちはらゴルフガーデンてっちゅうとうかいじこ）とは、2019年（令和元年）9月9日に関東地方に上陸し、千葉県内を中心に甚大な被害をもたらした令和元年房総半島台風（台風15号）の強風により、千葉県市原市五井のゴルフ練習場「市原ゴルフガーデン」のネットを支える鉄柱が倒壊した事故。
倒れた鉄柱により住宅が破壊され、負傷者も出るなど近隣住民は大きな被害を受けた。事故後の対応や補償をめぐりゴルフ練習場側と被災者住民の間に軋轢が生じたが、東京都江戸川区の大手解体業者「株式会社フジムラ」が支援に名乗りを上げ、ボランティアで倒れた鉄柱を無償で撤去、11月には全ての鉄柱が撤去された。災害ADR（裁判外紛争解決手続）による解決が図られ、2020年末には和解が成立した。

## 事故発生と事故後の対応
倒壊した鉄柱は、1973年頃のゴルフ練習場開業時に建設されたもの。2014年に千葉県鎌ケ谷市内で台風によるゴルフ練習場倒壊事故が起きた際、市原市は「市原ゴルフガーデン」の運営会社に対し、台風など強風が予測される場合は事前の安全点検やネットを下ろす対策を求めていた。ゴルフ練習場運営会社は台風が近づく前に天井部のネットを下ろしたが、側面のネットは固定式のため下ろすことができなかった。
2019年9月9日未明、房総半島台風により千葉県では観測史上1位となる最大瞬間風速を記録した風により、ゴルフ練習場のネットを支える高さ約30メートルの鉄柱13本が約110メートルにわたって倒壊。近隣の住宅16軒が屋根を押しつぶされる等の甚大な被害を受け、20代の住民女性が重傷を負ったほか、生後3か月の乳児が負傷した。
同年9月11日（事故2日後）に住民説明会が開かれ、当初「市原ゴルフガーデン」のオーナーは、修繕費やレンタカー代等の全てを補償するとの意向を示していた。
同年9月12日（事故3日後）、市原市は建築基準法に基づき、ゴルフ練習場運営会社に対し、鉄柱の建築確認当時の状況・施工・管理についての報告を求めた。また、国土交通省と市原市は9月10日に現地調査を実施、コンクリートの基礎部分を固定するボルトの複数箇所破断等を確認した。現地調査の結果次第では、オーナー側の設備管理責任が問われる可能性があるとされた。
同年9月13日（事故4日後）、ゴルフ練習場側の弁護士が被災者住民の一部に対し「鉄柱の撤去はするが、自然災害なのでそれ以外の補償はしない。各自が火災保険で対応してもらうことになる」と通告した（火災保険での補償は各戸の契約によって範囲が変わる）。また、住民からの「ブルーシートをかけてほしい」という要望に対し、ゴルフ練習場オーナーが「ご自分でやられて、後で領収書を持ってきてください」と発言し住民と対立した。
同年9月19日、ゴルフ練習場側の弁護士の「火災保険で足りなかった分は補償する」との意向を不明瞭に感じた住民に対し、当該弁護士は「もし裁判に負けたら損することになりますが、大丈夫ですか？」と発言、住民との対立が深まった。

## フジムラによる鉄柱撤去
同年9月26日に開催された被災者住民説明会で、東京都江戸川区の大手解体業者フジムラが倒れた鉄柱を無償で撤去する方針を示した。被害のあった全世帯から同意を得た上で作業を始めるとしており、被害者の中には無償撤去と聞いて喜びの涙を流すものもあった。
フジムラは事故発生翌日の9月10日、「被災者住民を助けたい」と市原市とゴルフ練習場に連絡していたが、被災後の混乱によりスムーズに連絡がつかず、9月14日に改めて市原市を通じて支援を申し入れ、ゴルフ練習場側がこれを受ける形で支援が決定した。同社は10年前に地元の江戸川区と「災害時における重機機材及びオペレーターの供給に関する協定」を結び、区の大規模防災訓練に毎年参加し災害時の出動体制を整備している。解体費用は概算で約4,000万円かかるという。
同年10月10日に開催された被災者住民説明会では、フジムラが撤去作業中の損害を賠償する保険に加入し、その保険料をゴルフ練習場側が支払う方針が示された。説明会には住民56人が出席し撤去工事開始が決まった（10月15日に準備工事開始、10月28日に本体工事開始）。当初は工事予定期間は2か月と見積もられていた。
同年10月12日午前6時40分ごろ、市原市は令和元年東日本台風（台風19号）の接近に伴い、ゴルフ練習場の周辺住民108世帯258人に避難勧告を出した。これは房総半島台風で倒壊しなかったゴルフ練習場東南側の約20本の鉄柱（高さ30～40メートル）が倒壊する危険への対応であった。
同年10月15日に鉄柱撤去の準備工事が開始され、10月28日に本工事が始まった。当初の撤去方法を変更したことにより作業効率が上がり、12月中旬の完了予定から大幅に期間が短くなり、11月13日に全ての鉄柱が撤去された。

## 災害ADRによる和解
同年10月下旬、ゴルフ練習場オーナーは当初の代理人弁護士を解任、2016年の熊本地震での補償対応の経験もある秋野卓生弁護士を代理人とした。秋野弁護士は、災害ADR（裁判外紛争解決手続）利用を提案した。
同年11月8日に開催された被災者住民説明会では、ゴルフ練習場側は補償に応じる意向を表明した。千葉県弁護士会紛争解決支援センターが運用開始した災害ADR（千葉県弁護士会では房総半島台風、東日本台風、10.25豪雨による災害トラブルでの弁護士手数料を減免）を活用しての解決に向け、ゴルフ練習場側オーナーが弁護士を通じて同センターに申し立てた。オーナー側弁護士は「自然災害ということはいったん棚に上げて、補償の話をしましょう」「災害ADRで補償請求できます」「年内にも決着をつけたい」と発言、補償を迅速に進めたい意向を伝えた。
同年11月24日、ゴルフ場オーナーと秋野代理人は千葉市中央区のホテルで記者会見を開き、ゴルフ練習場の土地を売却して住民への補償費に充てる方針を明らかにした。オーナーは「収入もなくなるが、（土地売却が）一番責任を取る方法」と話し、秋野代理人は住民の多くから「練習場が今後も残ると鉄柱倒壊の不安がある」との声があったことを話した。ゴルフ練習場側は当初、事業譲渡による資金捻出を検討したが、更地にした上での土地売却を決め、株式会社フジムラに練習場解体を依頼して有償での工事を前提に早期着工の約束を取り付けた。更地にした後に買い手を募り、価格の見通しが立った段階で補償可能額を住民に提示予定とする方針を示した。
2020年12月27日、オーナー側弁護士は損壊した住宅などの補償について、全ての住民と和解に合意したと発表。災害ADRは終了した。

## 跡地の再開発
ゴルフ場跡地の売却は、2021年2月までに全て完了した。跡地では大和ハウス工業により2021年4月1日から工事が開始され、ドラッグストアなどの店舗と福祉施設（デイサービス・ショートステイ）の建設が始まり、2022年2月9日にクスリのアオキ五井中央店がオープンした。また跡地の一部は新昭和が「ウィザースガーデン」として宅地分譲を予定している。
被災した住宅の跡地にも、2020年末から2021年7月頃にかけて住民が戻り始め、再建された新しい住宅が増えている。